# شيق شبكي
الشيق الشبكي (الاسم العلمي: Muraena retifera) (بالإنجليزية: Reticulate moray)‏ هو نوع من الأسماك يتبع جنس الموراي من الفصيلة المورايية.